# Portugiesisches Heer

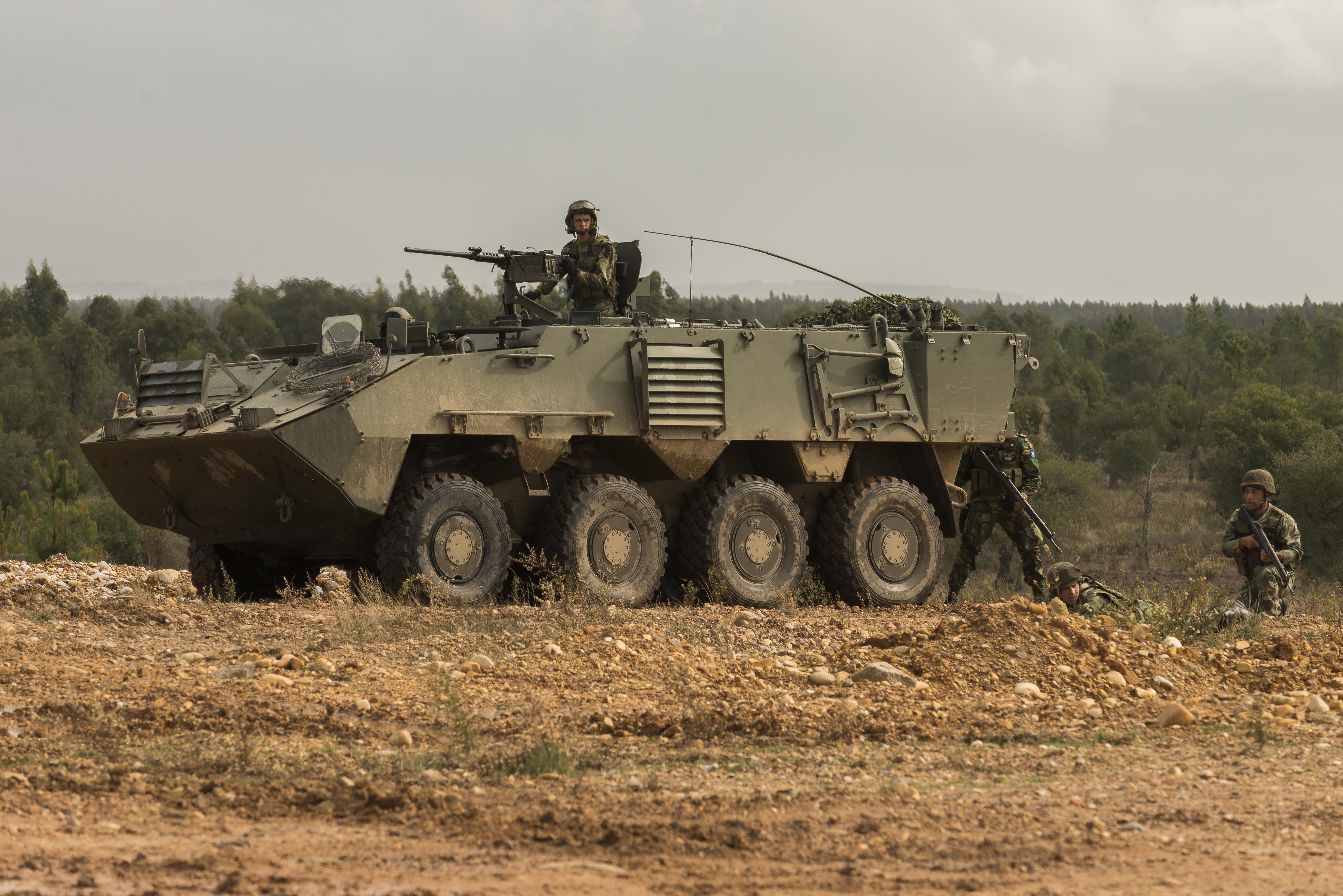
Portugiesischer Schützenpanzer vom Typ Pandur

Das Portugiesische Heer (port. Exército Português) bildet mit 26.700 Soldaten die Heereskomponente der portugiesischen Streitkräfte.

## Gliederung

### Aktive Verbände
An aktiven Verbänden verfügt das portugiesische Heer neben dem Logistikkommando (mit einem Instandsetzungsregiment, einem Transportregiment und den Militärkrankenhäusern) über das Operatives Kommando in Lissabon mit folgenden Verbänden:
- mechInfanteriebrigade (zwei mechanisierte Infanterieregimenter, ein Panzerregiment, ein Aufklärungsregiment und ein Panzerartillerieregiment)

- Interventionsbrigade
  - 13. Infanterieregiment
  - 14. Infanterieregiment
  - 19. Infanterieregiment
  - 6. Panzeraufklärungsregiment
  - 5. Artillerieregiment 
  - 1. Flugabwehrregiment
  - 3. Pionierregiment
  - Fernmelderegiment

- Reaktionsbrigade
  - 1. Infanterieregiment
  - 10. Infanterieregiment
  - 15. Infanterieregiment
  - 4. Artillerieregiment
  - 3. Panzeraufklärungsregiment
  - Zentrum Kommandotruppen
  - Zentrum Spezialeinheiten
  - Fallschirmjägerschule
- 1. Pionierregiment
- Militärbereichskommando Azoren mit zwei Regimentern
- Militärbereichskommando Madeira mit einem Regiment

### Reserveverbände
Das Reservewesen wird von drei territorialen Brigaden wahrgenommen. Es können bis zu 210.000 Reservisten mobilisiert werden.

## Ausrüstung des Heeres
Militärische Ausrüstung

### Kampfpanzer
- 37 Leopard 2A6-Kampfpanzer

### Späh- und Aufklärungsfahrzeuge
- 15 Commando V-150-Spähpanzer
- 38 Panhard M11-Spähpanzer
- 30 Pandur-II-Spähpanzer

### Schützenpanzer und Transportpanzer
- 255 M113-Mannschaftstransportpanzer
- 49 M557-MTW Führungs- und Gefechtsstandsfahrzeuge
- 210 Pandur-II-Mannschaftstransportpanzer
- 139 URO VAMTAC
- 41 HMMWV

### Artillerie
- 21 L118-Geschütze
- 21 M101A1 (Geschütz)
- 40 155-mm-M-114A1-Geschütze
- 18 155-mm-M109A5-Selbstfahrlafetten
- 6 155-mm-M109A2-Selbstfahrlafetten

### Infanteriebewaffnung
- 162  84 mm "Carl Gustav"-Panzerbüchsen
- M72 LAW Panzerbüchsen
- 68 MILAN-Panzerabwehrlenkwaffen
- 45 TOW-Panzerabwehrlenkwaffen

#### Heeres-Flugabwehr- und Fliegerabwehrwaffen
- 30 20-mm-Rh-202-Flugabwehrkanonen
- 34 Chaparral-Flugabwehrraketen
- 40 Stinger-Flugabwehrraketen.